# Cirják
A Cirják férfinév a görög Küriakosz név latin Cyriacus formájának a rövidülése, aminek a jelentése: az uralkodóhoz tartozó, úri.

## Képzett nevek
- Cirjék:[1] a név magyar alakváltozata.[2]

## Gyakorisága
Az 1990-es években a Cirják és Cirjék egyaránt szórványos név, a 2000-es években nem szerepelnek a 100 leggyakoribb férfinév között.

## Névnapok
Cirják, Cirjék
- március 16.[2]
- augusztus 8.[2]

## Híres Cirjákok, Cirjékek
- Szent Cirjék